# Santa Cristina Gela
Santa Cristina Gela (albanès Sëndastina) és un municipi italià, dins de la ciutat metropolitana de Palerm. L'any 2007 tenia 926 habitants. És un dels municipis on viu la comunitat arbëreshë. Limita amb els municipis d'Altofonte, Belmonte Mezzagno, Marineo, Misilmeri, Monreale i Piana degli Albanesi.

## Administració
| Període | Identitat           | Partit        |
| ------- | ------------------- | ------------- |
| 2006-   | Giuseppe Cangialosi | Llista cívica |